# Гільде Шрадер
Гільде Шрадер (нім. Hilde Schrader, 4 січня 1910 — 23 березня 1966) — німецька плавчиня.
Олімпійська чемпіонка 1928 року. Чемпіонка Європи з водних видів спорту 1927 року,